# グレ＝シュル＝ロワン
グレ＝シュル＝ロワン （Grez-sur-Loing）は、フランス、イル＝ド＝フランス地域圏、セーヌ＝エ＝マルヌ県のコミューン。

## 歴史
ガティネのカウンティは1068年にフィリップ1世によって王領に併合された。
かつてグレ＝アン＝ガティネ（Grès-en-Gâtinais）の名で知られたまちは、13世紀にはブランシュ・ド・カスティーユの持参金とされた重要な地だった。4つの門で守られていたまちは、百年戦争中にイングランド軍によって焼かれている。その後まちはゆっくりと衰退していった。
19世紀、美しいロワン川とフォンテーヌブローの森の風景、パリへの近さから、セーヌ＝エ＝マルヌ県を多くの芸術家たちが訪れた。

## 人口統計
| 1962年 | 1968年 | 1975年 | 1982年 | 1990年 | 1999年 | 2007年 |
| ------ | ------ | ------ | ------ | ------ | ------ | ------ |
| 727    | 951    | 1071   | 1045   | 1104   | 1277   | 1354   |

## 交通
- 鉄道 - トランジリアンR線、ブロン-マルロット-グレ駅

## グレを訪れた人々
- カール・ラーション
- フレデリック・ディーリアス
- 黒田清輝

## グレ＝シュル＝ロワンの芸術家村

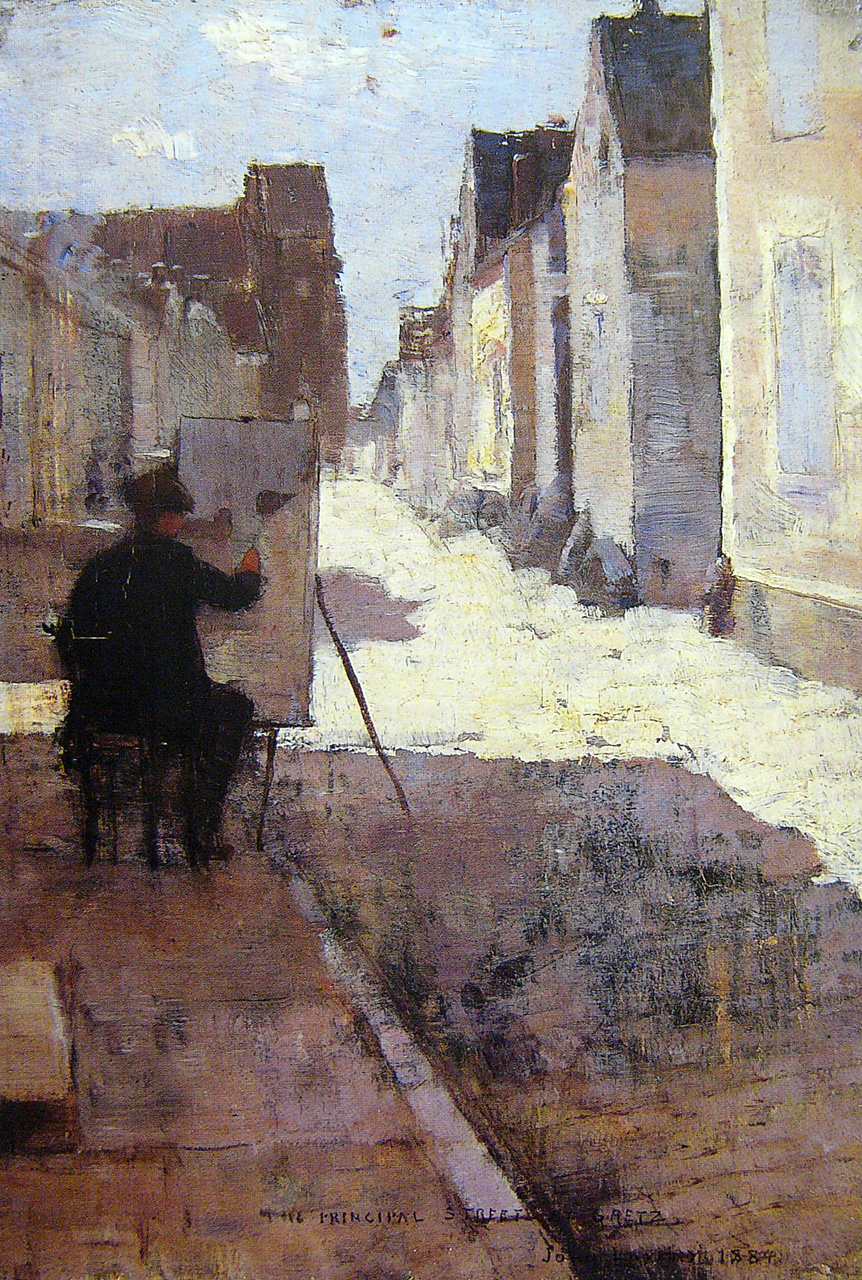
『グレの通りを描く画家』
(画)ジョン・レィヴァリ

グレ＝シュル＝ロワンを訪れた画家には、次のような人物がいる。
スウェーデンの画家、カール・ラーションは、女流画家のカーリン・ベーリェーとグレで結婚した。
アイルランド出身のフランク・オメーラがいた。スウェーデン出身者は多く、ラーション夫妻の他にカール・ヌードストロームやブルーノ・リリエフォッシュ、エマ・チャドウィック、ユリア・ベックといった人物がいる。アメリカ出身の画家では、ジョン・シンガー・サージェントやセオドア・ロビンソン、ウィラード・メトカーフらが訪れ、日本からも黒田清輝、浅井忠らがグレに滞在し、風景画を描いている。デンマークの「スケーエン派」の画家、イギリスの「グラスゴー・ボーイズ」と呼ばれる画家たちもグレを訪れた。
文学者のヨハン・アウグスト・ストリンドベリやロバート・ルイス・スティーヴンソンもグレを訪れた。

## グレ＝シュル＝ロワンを描いた美術作品

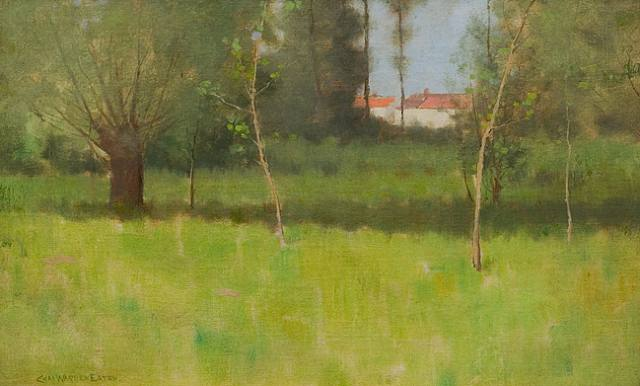
(画) チャールズ・ウォーレン・イートン (1886)
(画)カール・トレーゴード
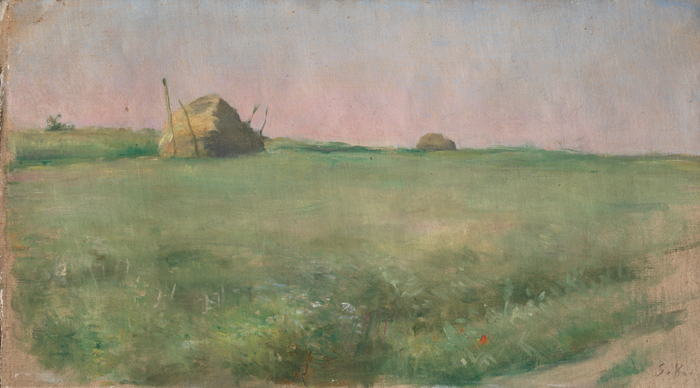
『グレーの原』 (画) 黒田清輝 (1890)
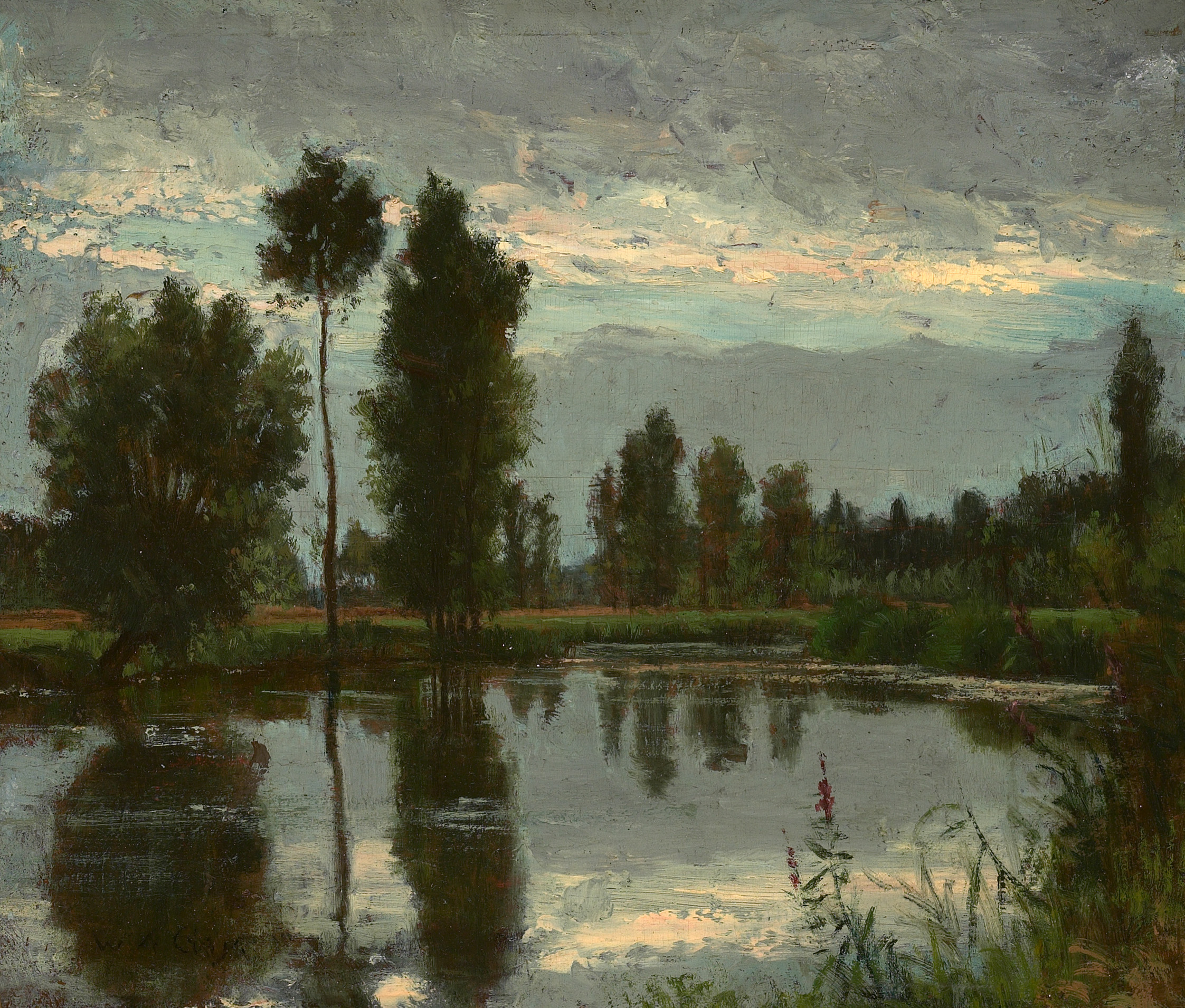
(画) ウィンクワース・アラン・ゲイ
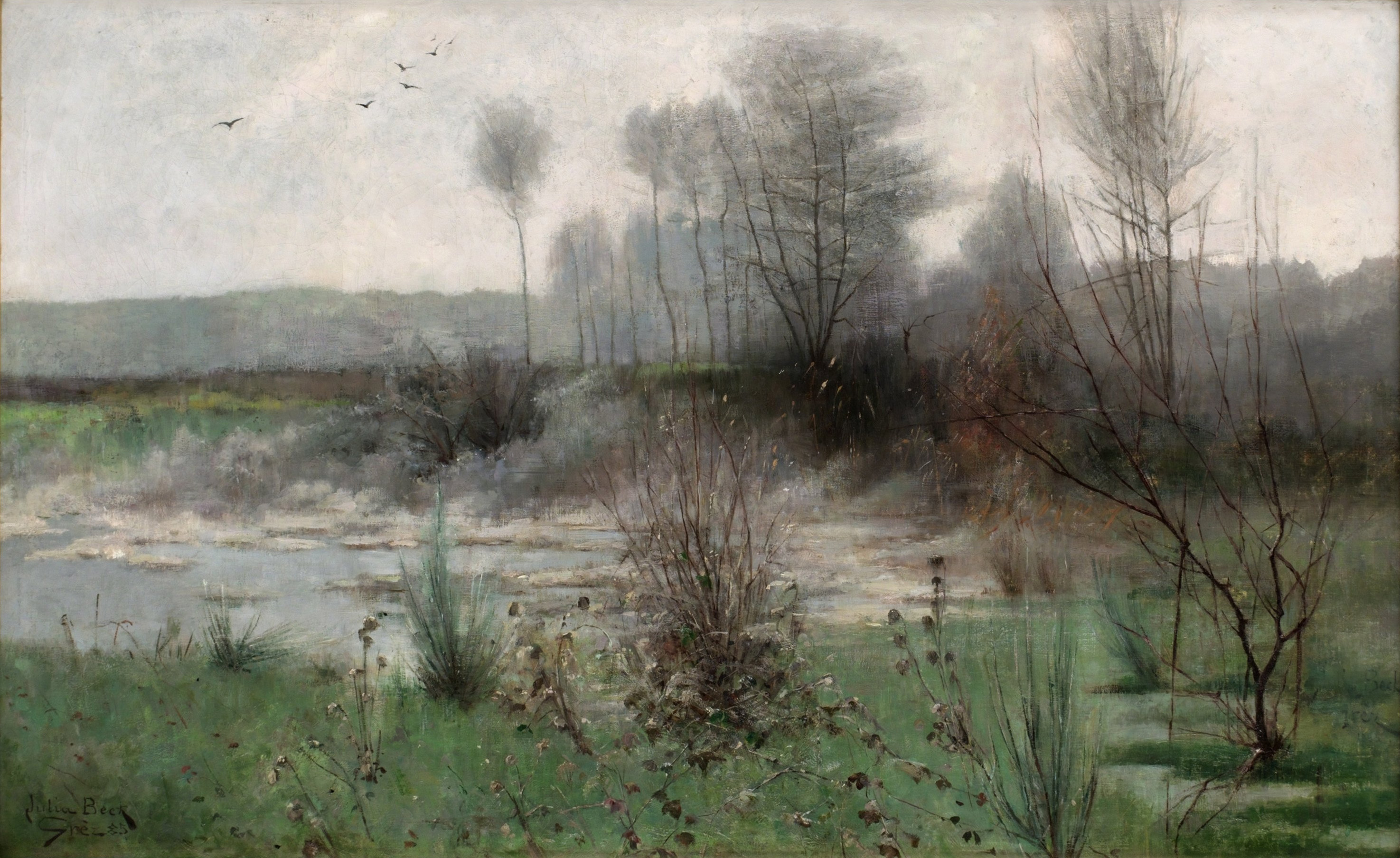
『グレの風景』 (画) ユリア・ベック (1885)
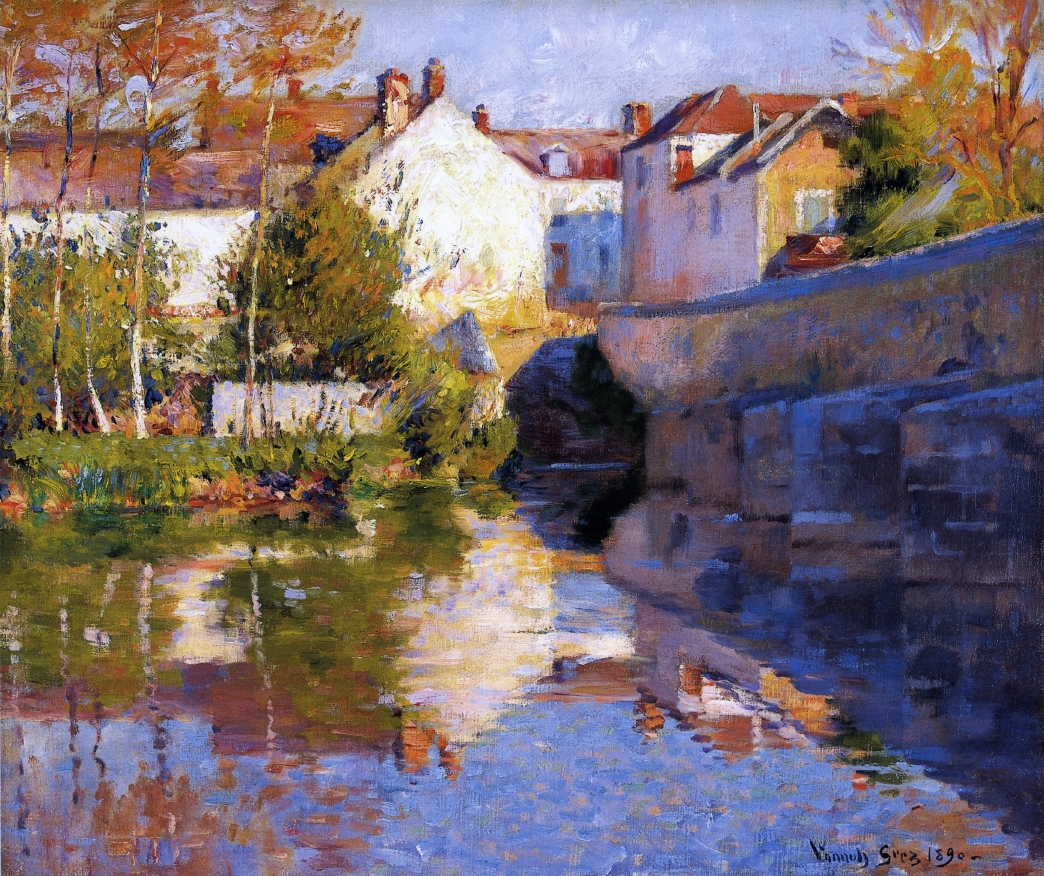
『グレの川辺』 (画) ロバート・ヴォノー (c.1890)
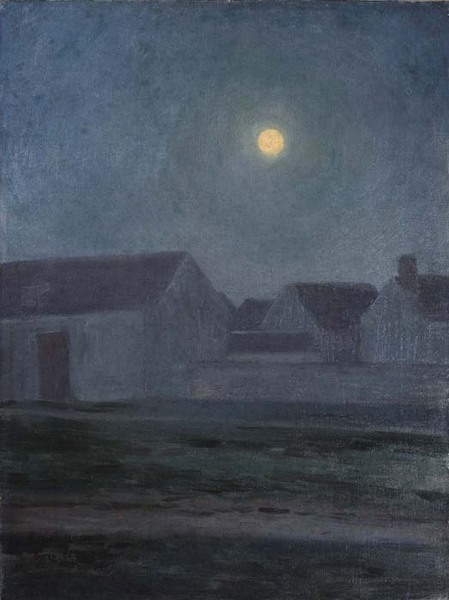
『夕暮（グレー）』 (画)和田英作(1902)